# Rodolfo Abreu
Rodolfo de Almeida Abreu – (Seia, 1 de Janeiro, 1903 / Porto, 8 de Outubro, 1966). Foi professor, ensaísta e resistente antifascista português. O seu nome foi atribuído a uma rua do Porto.

## Biografia
Foi em Seia que começou por exercer o magistério, mantendo uma atividade cívica constante. Com o pseudónimo «João Livre», escreveu regularmente artigos de opinião no jornal “A Voz da Serra”. Eram artigos de formação política de índole progressista sobre Educação. Aí começou a ser perseguido pela polícia política e acusado de fomentar ideias revolucionárias e antirreligiosas. Contou sempre com a solidariedade popular e, sobretudo, de colegas, mas em 1932 acabou por pedir a transferência para o Porto.
Teve sempre grande atividade ensaísta colaborando com órgãos da imprensa regional e local, entre os quais o “Notícias de Gouveia”, “O Povo”, “O Correio”, “O Combate”, “Diário de Coimbra” e “República” de que era colaborador assíduo. Pugnava, então, pela defesa do professorado do Magistério Primário, considerando que era uma classe que o Estado Novo degradava e denunciava a demagogia das reformas educativas do Salazarismo. Divulgou, pela palavra e pela ação, o documento «Nova Declaração dos Direitos da Criança».

No princípio da década de 40, Rodolfo Abreu já participava ativamente no movimento de oposição democrática ao regime do Estado Novo.
Em 1949 apoiou a candidatura de Norton de Matos à presidência da República.

Foi preso pela PIDE em 11 de Abril de 1950, acusado de pertencer ao Partido Comunista Português. Durante a prisão escreveu um diário, «Diário de Prisão», depois completado com o «Diário de Julgamento». Julgado em tribunal plenário, contou com a defesa clarividente e corajosa do advogado António Macedo, tendo sido libertado após meses de cárcere e, depois, reintegrado na função pública.
Em 1958 apoiou a candidatura de Humberto Delgado à presidência da República.
Foi amigo e camarada de personalidades como Ruy Luís Gomes, Virgínia Moura, Óscar Lopes, Armando de Castro, Raul de Castro, Aquilino Ribeiro, Papiniano Carlos, Amândio Silva, Carlos Cal Brandão, Orlando Juncal, Viriato Moura, Corino de Andrade, etc.
Como pedagogo desenvolveu várias atividades em prol da inovação pedagógica no Ensino Primário, sendo autor da brochura “Em Defesa do Desenho Expressivo da Criança” .
Foi um dos mais dinâmicos sócios da Cooperativa Sociedade Editora do Norte, lançando aí a ideia de uma Universidade Popular.
Foi membro ativo da Casa da Beira-Alta no Porto e da Casa Museu Abel Salazar, a cujas direções pertenceu.

## Família
Casado com Amélia Pais, também professora, teve duas filhas, Helena Abreu, pintora e professora e Lucília Abreu, professora. Tio de António Almeida Santos.

## Morte
Após a sua morte, todos os anos havia uma romagem ao seu túmulo, tradição que se manteve até aos primeiros anos da democracia com centenas de participantes entre os quais, Ruy Luís Gomes, Virgínia Moura, Lobão Vital, Óscar Lopes e José Morgado.

## Obras Publicadas
“Em Defesa do Desenho Expressivo da Criança” - Livraria Divulgação, Porto, 1960.